# Akaname

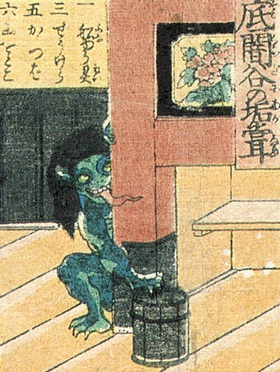
"Sokokuradani no Akaname" (Akaname của Thung lũng bóng tối sâu thẳm) từ Hyakushu Kaibutsu Yōkai Sugoroku của Utagawa Yoshikazu

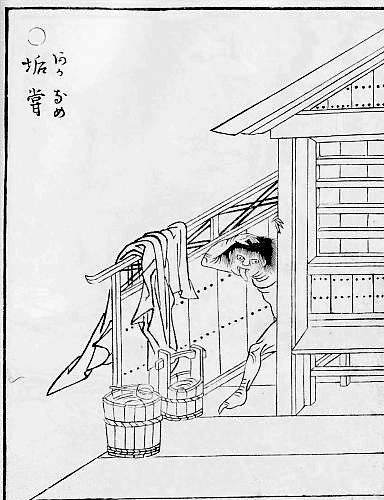
"Akaname" từ Gazu Hyakki Yagyō bởi Toriyama Sekien

Akaname (垢嘗 (Cấu Thưởng)) là một yêu quái Nhật Bản được miêu tả trong cuốn sách 1776 Gazu Hyakki Yagyō của Toriyama Sekien. Có nghĩa là "kẻ liếm láp bẩn thỉu", họ được tuyên bố là liếm những thứ bẩn thỉu thu thập trong bồn tắm và phòng tắm.

## Cổ điển
Trong các mô tả yêu quái cổ điển, trẻ em có bàn chân có móng và đầu bị cắt được mô tả bởi nơi tắm thè lưỡi dài. Những mô tả này không có bất kỳ loại giải thích nào, vì vậy mọi thứ liên quan đến chúng chỉ có thể được suy ra, nhưng trong cuốn sách kaidan Kokon Hyakumonogatari Hyōban, có những bài viết về một yêu quái gọi là akaneburi (neburi có nghĩa là "để liếm") suy ra rằng akaname là sự mô tả về akaneburi này.
Theo Kokon Hyakumonogatari Hyōban, akaneburi là một con quái vật sống trong các nhà tắm cũ và được cho là ẩn nấp trong các khu nhà đổ nát. Vào thời đó, người ta tin rằng cá được sinh ra từ nước và chấy được sinh ra từ bụi bẩn, và xem cách cá ăn nước và chấy ăn bụi bẩn, tất cả mọi thứ đều được cho là ăn nguyên liệu sinh ra chúng, akaneburi là những người sinh ra chúng, biến đổi từ không khí của những nơi thu thập bụi và bẩn thỉu và do đó sống bằng cách ăn bẩn thỉu.

## Shōwa, Heisei, và hơn thế nữa
Trong tài liệu về yêu quái (yōkai) từ thời kỳ của Shōwa, Heisei, và hơn thế nữa, akaname và akaneburi đã được giải thích theo cách tương tự như trên. Những diễn giải này nói rằng akaname là một yêu quái sống trong các nhà tắm cũ và các tòa nhà đổ nát nó sẽ lẻn vào những nơi vào ban đêm khi mọi người đang ngủ để liếm bằng cách sử dụng một cái lưỡi dài ở chỗ bẩn thỉu và dính bụi bẩn vào nơi tắm và bồn tắm. Nó không làm gì khác hơn là liếm vào chỗ bẩn thỉu, nhưng vì yêu quái được coi là đáng sợ trong mọi trường hợp, người ta nói rằng mọi người đã làm việc chăm chỉ để đảm bảo rằng nơi tắm và bồn tắm được rửa sạch để akaname sẽ không đến.